# Siceram
Siceram este o companie producătoare de materiale de construcții din Sighișoara. Compania a fost privatizată prin metoda MEBO și este deținută de salariați și de conducerea societății. În mai 2008, compania a fuzionat prin absorbție cu firma Decoplant, specializată în fabricarea ghivecelor din argilă, precum și a foliei pentru ambalaje.
În anul 2008, segmentul zidăriilor a reprezentat 83% din totalul vânzărilor Siceram, restul fiind susținut prin vânzările de învelitori, pardoseli manuale și alte produse.
Cifra de afaceri:
- 2013: 13,6 milioane euro[3]
- 2008: 17,2 milioane euro[1]
- 2007: 14,7 milioane euro[2]